# Stonewall Inn
Stonewall Inn, także Stonewall – gejowski pub i karczma wypoczynkowa w dzielnicy Greenwich Village na Dolnym Manhattanie w Nowym Jorku oraz miejsce zamieszek z 1969 r., które powszechnie uważa się za najważniejsze wydarzenie przyczyniające się do powstania ruchu wolnościowego gejów i współczesnej walki o prawa LGBT w Stanach Zjednoczonych. 
W 2015 Stonewall Inn stał się pierwszym zabytkiem w Nowym Jorku, który został uznany przez Nowojorską Komisję Ochrony Zabytków (Landmarks Preservation Commission) na podstawie jej znaczenia w historii LGBT, a 24 czerwca 2016 Stonewall National Monument został nazwany pierwszym pomnikiem narodowym USA poświęconym ruchowi praw osób LGBTQ.

## Wczesna historia
W 1930 przy Seventh Avenue South 91 otwarto karczmę Stonewall Inn, znaną niekiedy jako Bonnie's Stonewall Inn, prawdopodobnie na cześć jej właściciela Vincenta Bonavia. Rzekomo miała to być herbaciarnia oraz restauracja serwująca lekkie posiłki i napoje bezalkoholowe, w rzeczywistości była to speakeasy, na którą w grudniu 1930 napadli agenci prohibicyjni, wraz z kilkoma innymi miejscami nocnych spotkań w dzielnicy.
W 1934, rok po zakończeniu prohibicji, Bonavia przeniósł się na ulicę Krzysztofa 51-53, gdzie zainstalowano duży pionowy znak z nazwą „Bonnie's Stonewall Inn”. Lokal funkcjonował jako bar i restauracja do 1964, kiedy wnętrze zostało zniszczone przez pożar.

### Stonewall Inn jako lokal dla społeczności LGBT+
W 1966 trzech członków mafii zainwestowało w Stonewall Inn, zamieniając go w gejowski bar. Mafia wierzyła, że biznes nastawiony na obsługę społeczności gejowskiej, która była odrzucana przez społeczeństwo, może przynieść duże zyski, ponieważ serwowano tam rozwodniony alkohol i domagano się regularnych opłat za „ochronę”. Mafia często też szantażowała zamożnych klientów, którzy „siedzieli w szafie”.
Niemniej Stonewall Inn stał się popularnym lokalem dla osób ze społeczności LGBT i był jednym z niewielu barów w mieście, w którym pary mogły tańczyć razem i w którym geje mogli pić alkohol - oficjalnie osobom homoseksualnym zabronione było sprzedawanie alkoholu. Lokal nie miał licencji na alkohol, dlatego opłacał łapówki policji. Mimo współpracy mafii z policją, raz na jakiś czas policja dokonywała nalotów na lokal (kierownictwo baru zwykle wiedziało wcześniej o nalotach) w trakcie których aresztowano m.in. osoby ubrane niezgodnie ze swoją płcią oficjalną. Podczas typowego nalotu światła były włączane, klienci ustawieni w kolejce, a ich karty identyfikacyjne sprawdzane. Ci, którzy nie zostali zidentyfikowani lub byli ubrani niezgodnie z przepisami, byli aresztowani. 

## Zamieszki w 1969

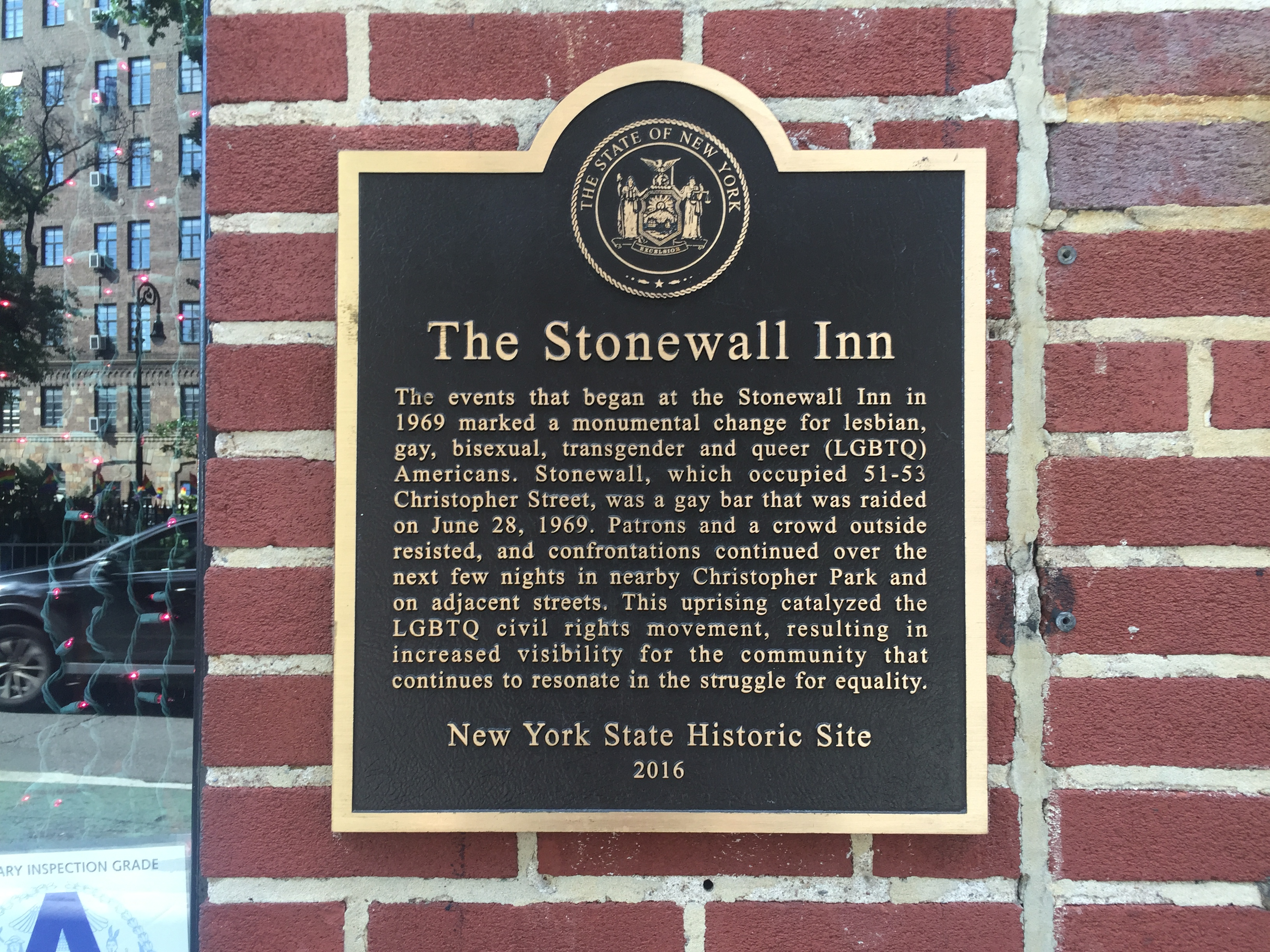
Tablica upamiętniająca zamieszki Stonewall

W nocy z 27 na 28 czerwca 1969 policja dokonała rutynowego nalotu na lokal. Policjanci przepytywali klientów i pojedynczo wypuszczali na zewnątrz lokalu, ci zaś zamiast rozejść się, zatrzymywali się przed wejściem. Zebrał się tłum w liczbie ok. 200 osób. Gdy policjanci wyprowadzali kelnera, ochroniarza, trzy osoby transpłciowe i jedną lesbijkę do wozu policyjnego, tłum zareagował okrzykami We want freedom, Gay power. Doszło do przepychanek, gdy policjanci chcieli wepchnąć lesbijkę do samochodu, która broniąc się, w końcu się oswobodziła. Na policjantów posypały się kamienie, butelki i śmieci. Doszło do wybuchu gniewu i agresji wśród tłumu, a zamieszki trwały do późna w nocy. 
Wieczorem następnego dnia ponownie doszło do zamieszek z udziałem ponad 2000 osób. W całej okolicy wybuchały pożary. Do rozpędzania tłumu skierowano 400 policjantów ze specjalnych jednostek porządkowych. Starcia z policją trwały do 4 rano. Zamieszki w mniejszym zakresie wybuchały również w kolejnych dniach. W nocy z 2 na 3 lipca do rozpędzenia tłumu użyto specjalnych jednostek porządkowych i ciężkiego sprzętu. Wybuchło kilka pożarów.
Był to pierwszy wspólny opór społeczności LGBT przeciwko sposobowi traktowania ich przez ówczesne władze.

## Po zamieszkach
Stonewall został ponownie otwarty w 1972, ale spłonął 2 lata później. W ciągu następnych dwudziestu lat pierwotną przestrzeń na Manhattanie zajmowały różne inne placówki, w tym sklep z kanapkami, chińska restauracja i sklep z butami. Wielu odwiedzających i nowych mieszkańców okolicy nie było świadomych historii budynku ani jego związku z zamieszkami. Na początku lat 90. XX w. Nowy gejowski bar o nazwie po prostu „Stonewall” został otwarty w zachodniej części oryginalnego lokalu.
Budynek został odnowiony pod koniec lat 90. XX w. i stał się popularnym wielopiętrowym klubem nocnym, aż do zamknięcia w 2006.
W 2007 lokal przeszedł gruntowny remont i został ponownie otwarty. Obecnie funkcjonuje jako miejsce o historycznym znaczeniu dla społeczności LGBT, będąc też miejscem występów lokalnych muzyków, drag show, kabaretu czy karaoke.

## Upamiętnienie i ochrona

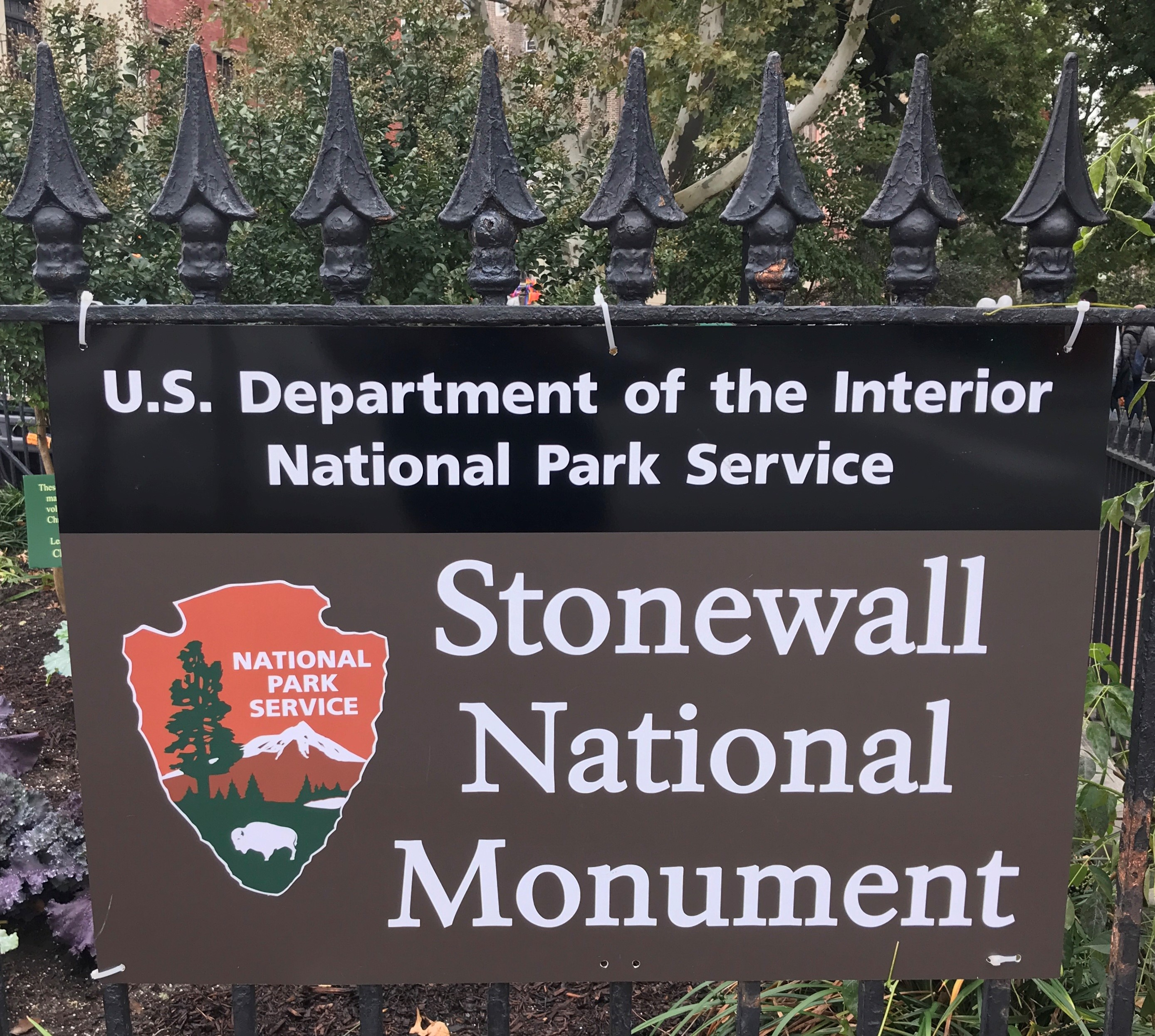
Tablica oznaczająca Stonewall National Monument przy wejściu do Christopher Park

W czerwcu 1999, m.in. dzięki staraniom Stowarzyszenia Ochrony Zabytków Greenwich Village, obszar obejmujący Stonewall został wpisany do National Register of Historic Places (Krajowego Rejestru Miejsc Historycznych)  ze względu na jego historyczne znaczenie dla historii LGBT. Wyznaczony obszar obejmował Stonewall Inn, Christopher Park oraz fragmenty okolicznych ulic i chodników. Obszar ten został uznany za National Historic Landmark w lutym 2000 r. 
W czerwcu 2016 r. prezydent Barack Obama ustanowił obszar o powierzchni 7,7 akrów (3,11 ha) wokół Stonewall jako Narodowy pomnik Stanów Zjednoczonych. Stonewall stał się zatem pierwszym miejscem związanym z historią LGBT wymienionym w stanowych i krajowych rejestrach miejsc historycznych oraz pierwszym miejscem upamiętniającym ważne wydarzenia w historii LGBT w Nowym Jorku.